# Currais Novos
Currais Novos este un oraș în Rio Grande do Norte (RN), Brazilia.